# Skulpturenmeile Mannheim

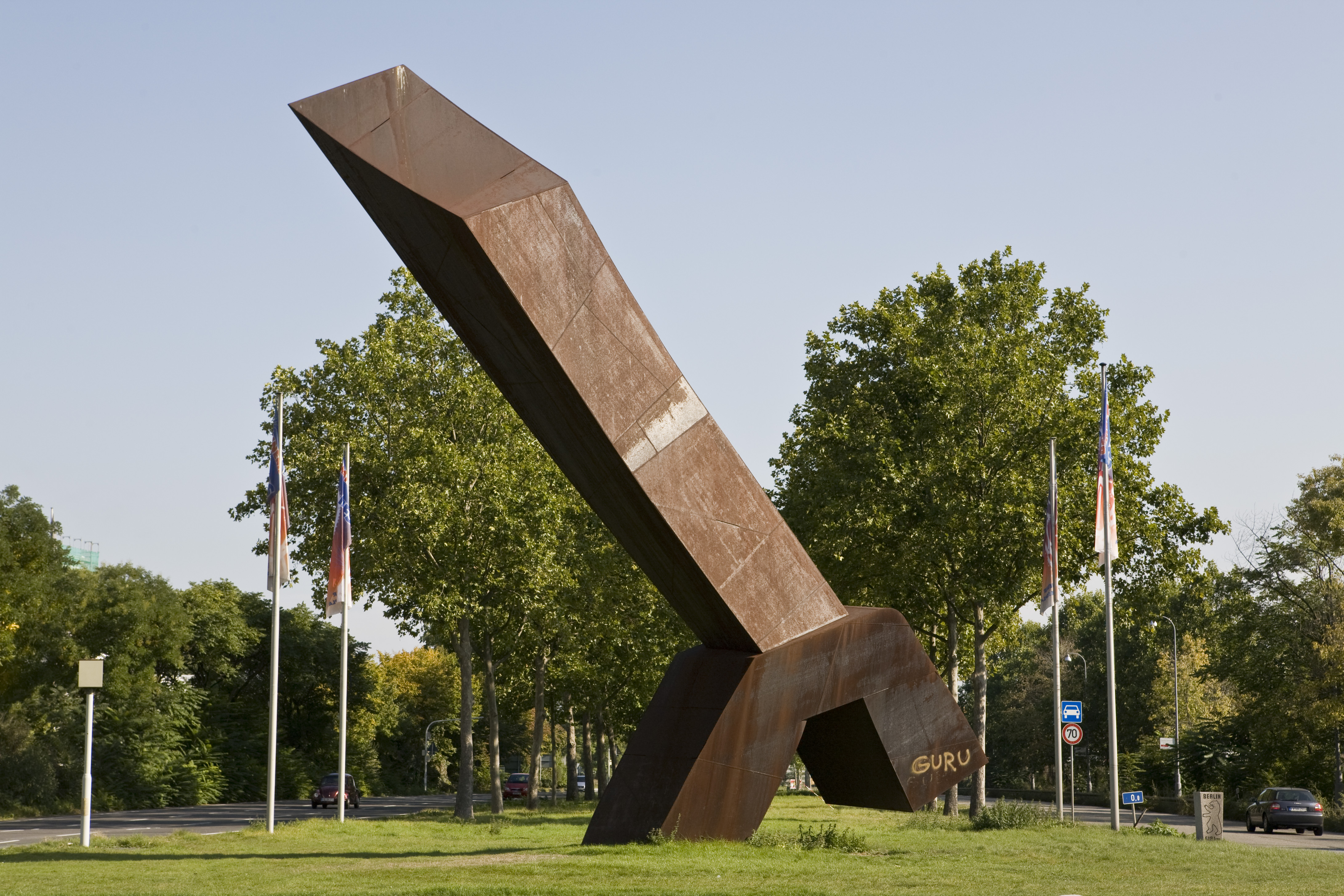
Die große Mannheimerin van Franz Bernhard

De Skulpturenmeile Mannheim is een beeldenroute langs de Augustaanlage in de binnenstad van de Duitse stad Mannheim in de deelstaat Baden-Württemberg.

## Kulturmeile Mannheim
De beeldenroute maakt deel uit van de Kulturmeile Mannheim, die loopt van het Landesmuseum für Technik und Arbeit, langs het Planetarium, de Kunstverein, het Nationaltheater, het congrescentrum Rosengarten, de Kunsthalle Mannheim met het beeldenpark van de Kunsthalle Mannheim, de Staatliche Hochschule für Musik, de Stadtbibliothek, het Stadthaus N 1, de Fachhochschule Mannheim, de Hochschule für Technik und Gestaltung de Städtische Musikschule en de Reiss-Engelhorn-Musea. Het beeld Der tanzende Riese is het logo van de Kulturmeile.
Langs de beeldenroute staat sinds 1994 een collectie moderne en hedendaagse beeldhouwwerken opgesteld, die inmiddels 60 beelden telt (waaronder enkele bruiklenen) van Duitse en internationale beeldhouwers, waarmee diverse stromingen in de moderne beeldhouwkunst worden getoond.

## De collectie (selectie)
1. Franz Bernhard : Die Große Mannheimerin of Der tanzender Riese (1993)
2. Klaus Duschat : Mount Palomar (1993)
3. Mo Edoga : Himmelskugel - (Kunstverein Mannheim)
4. Christoph Freimann : Großer Bug 2 (1986/87)
5. Amadeo Gabino : Hommage à Friedrich Schiller (1992) (in 2008 in bruikleen verstrekt aan het Skulpturenpark Heidelberg)
6. Amadeo Gabino : Windflügel (1993)
7. Max Laeuger : Carl Benz Denkmal (1933)
8. Morice Lipsi : La Roue/Das Rad (1960)
9. Hans Nagel : Ohne Titel (Turm) (1972)
10. Robert Schad : Eisenspiel für Mannheim (1993)
11. Reinhard Scherer : Gestütztes Gefüge (1992)
12. Mark di Suvero : Spring Rain (1992) - (Landesmuseum für Technik und Arbeit)
13. André Volten : Skulpturprojekt Rosengarten (1973/74) - (Congrescentrum Rosengarten)
14. Günter Wagner : Dynamisches Rechteck (1994)

## Fotogalerij

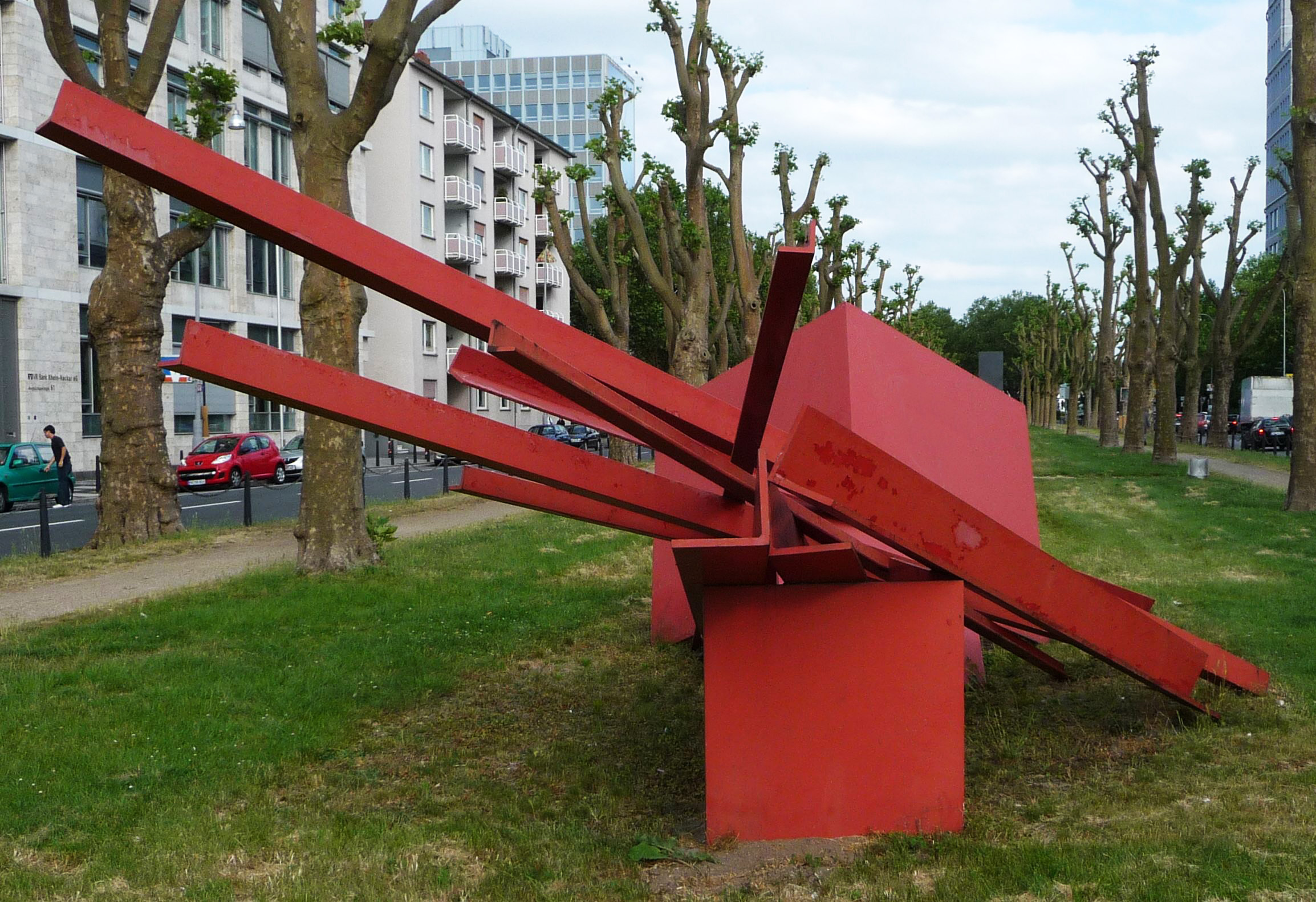
Großer Bug 2 van Christoph Freimann
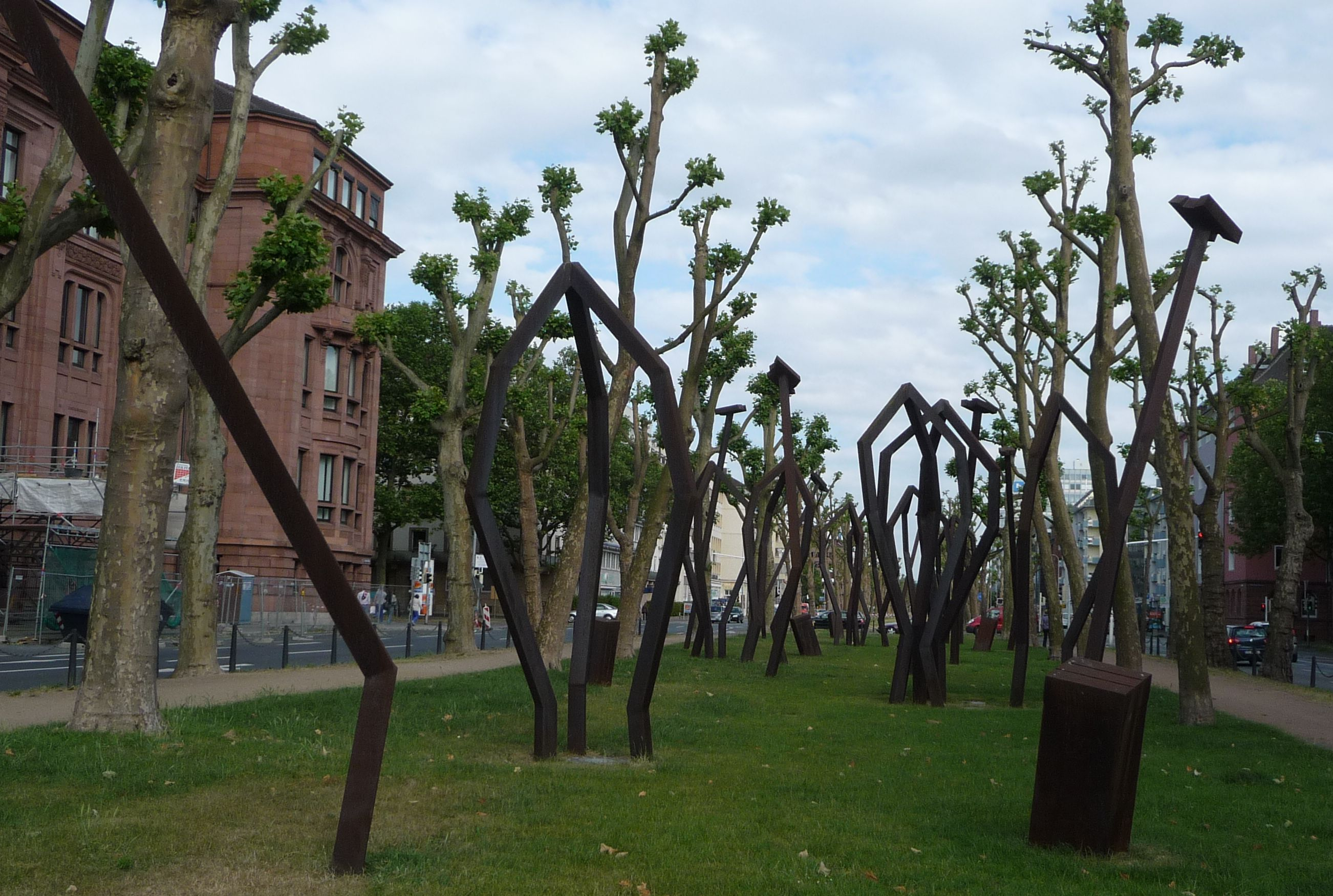
Eisenspiel für Mannheim van Robert Schad
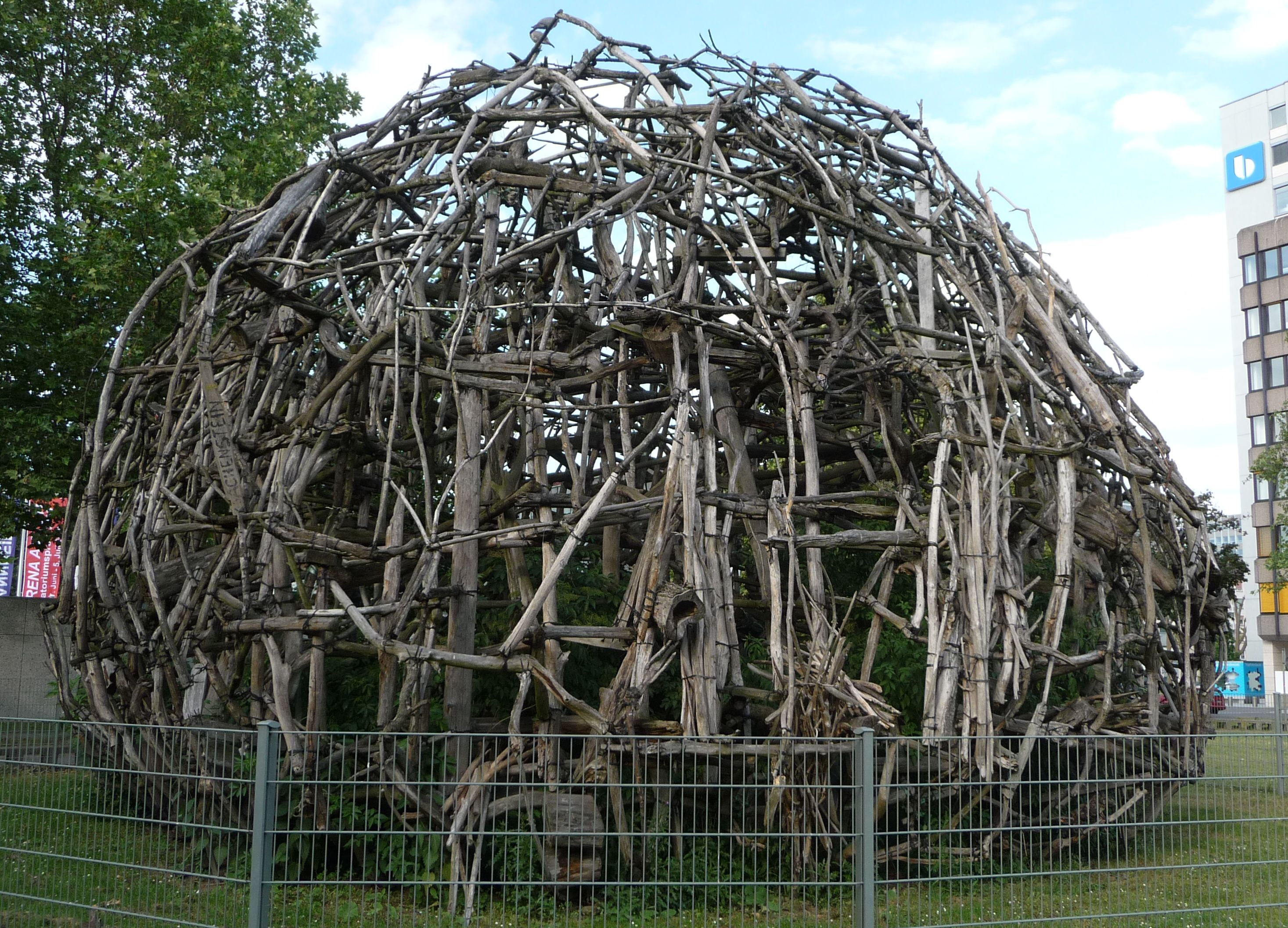
Himmelskugel van Mo Edoga
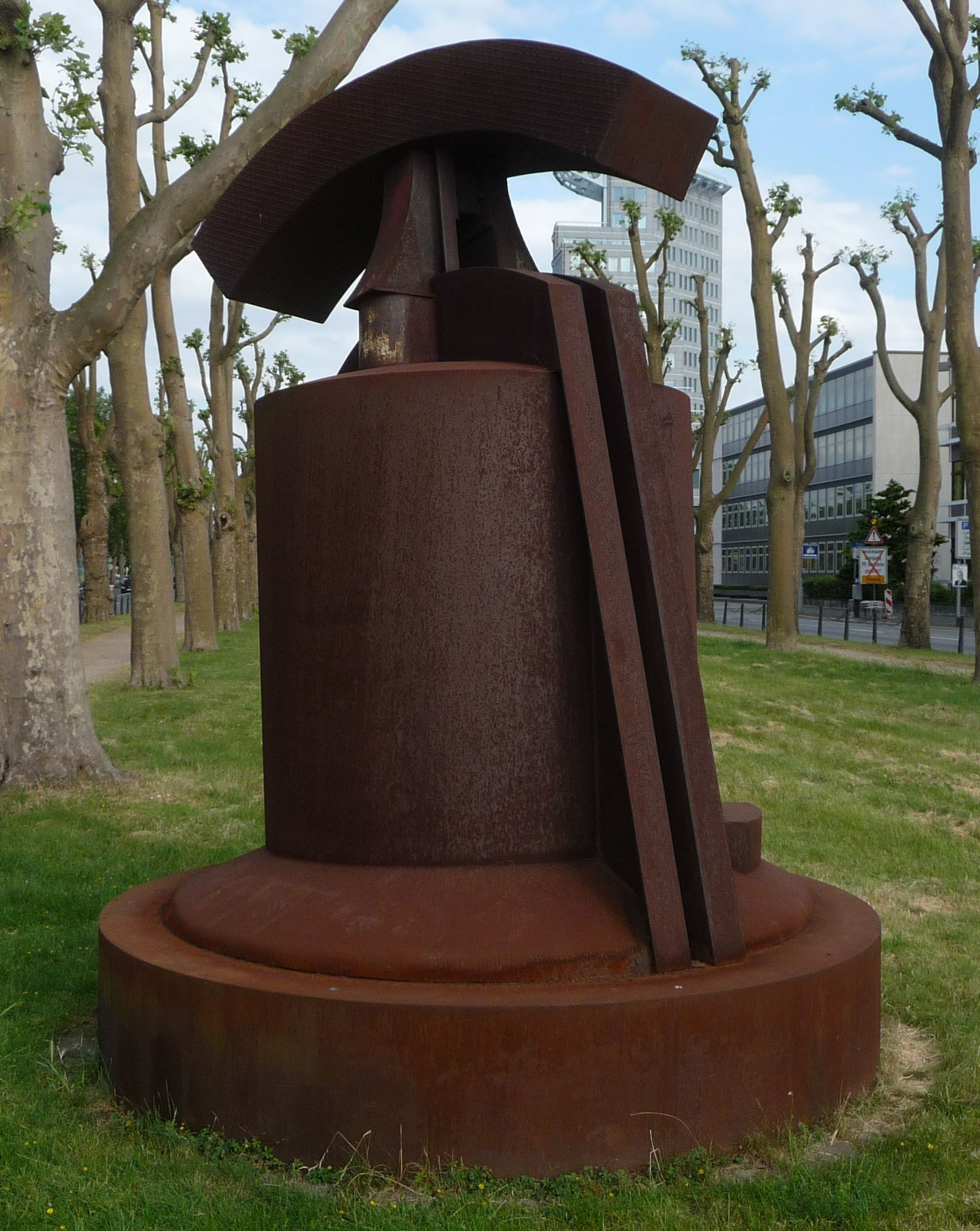
Mount Palomar van Klaus Duschat